# Ciechocin (Chojnice)
Ciechocin  [t͡ɕeˈxɔt͡ɕin] (deutsch Cekzin, später Deutsch Cekzin) ist ein Dorf in Polen. Das Dorf gehört zur Landgemeinde Chojnice im Powiat Chojnicki der Woiwodschaft Pommern. Es liegt im Norden Polens, ungefähr 14 Kilometer südöstlich von Chojnice (Konitz) und etwa 100 Kilometer südwestlich von Danzig.

## Geschichte

### Siedlungsgeschichte

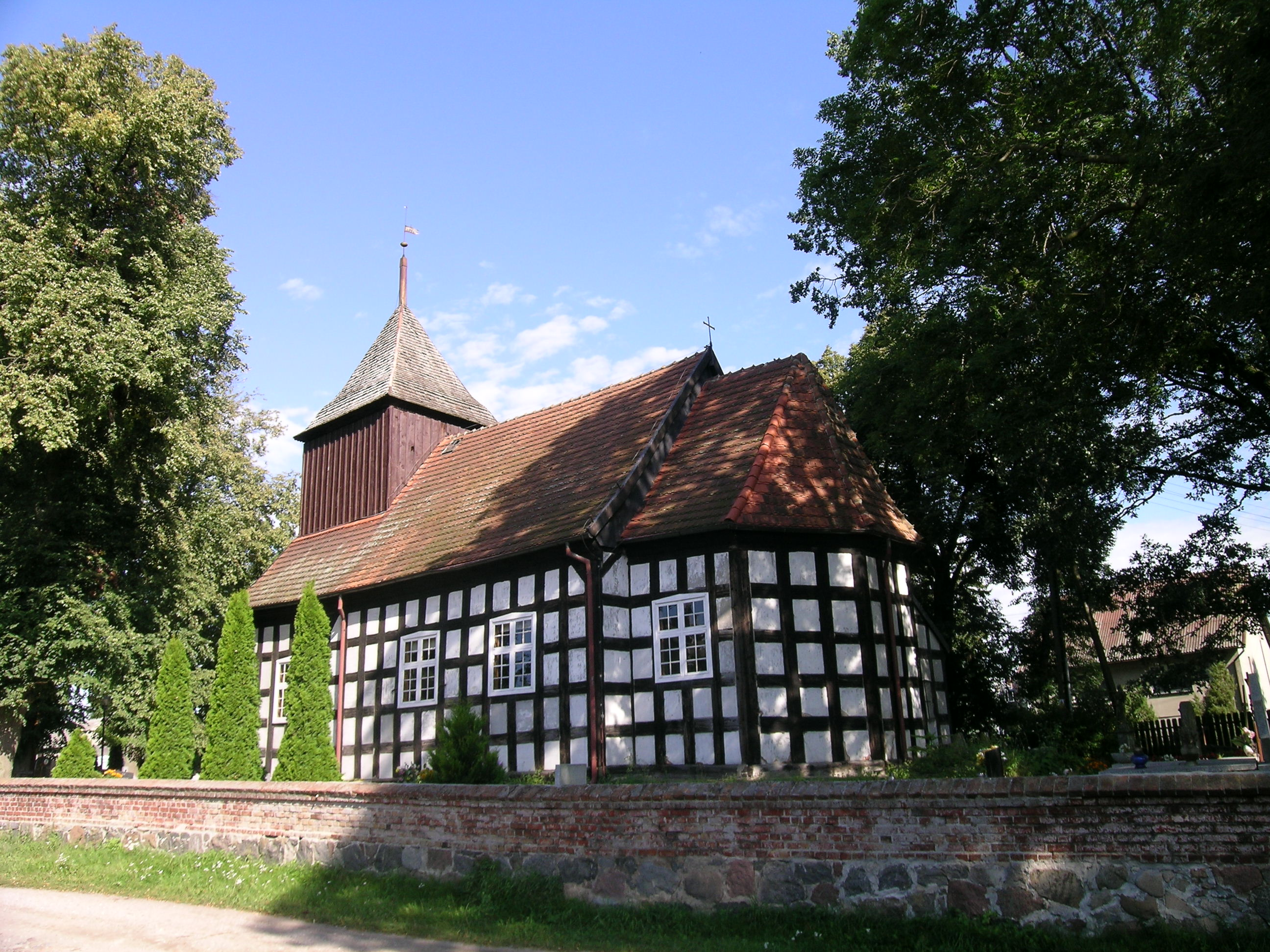
Kirche St. Martin, Filialkirche von Ostrowite (Osterwick) in Ciechocin; Rückansicht

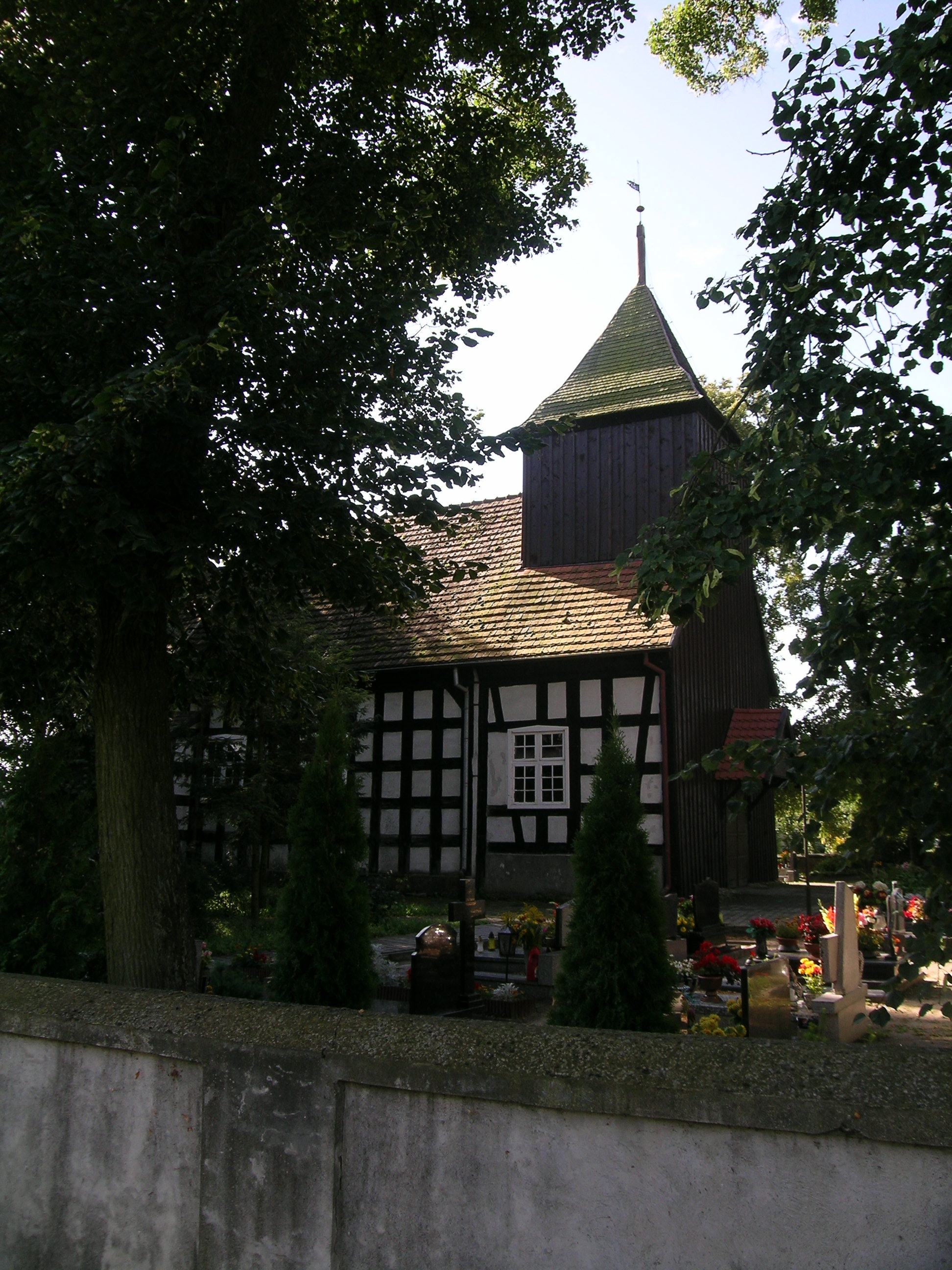
Kirche St. Martin, Filialkirche von Ostrowite (Osterwick) in Ciechocin; seitliche Ansicht mit Kirchhof

Das Bauerndorf Cekzin wurde vom Deutschen Orden als eines der sieben ursprünglichen sogenannten Koschnäwjerdörfer der Koschneiderei als Zinsdorf angelegt. Die erste geschichtliche Erwähnung stammt von 1338. Joseph Rink zufolge könnte der Dorfname aus dem Eigennamen eines alten Herrenhofes abgeleitet sein. Nach dem Frieden von Thorn im Jahre 1466 wurde Ciechocin ein königliches Dorf der Präfektur Tucholsky.
Nach der allgemeinen Landesaufnahme von 1438 hatte Cekzin 40 ½ Zinshufen. 1772 hatte Cekzin 64 Hufen mit 18 Bauern. Es gab einen gemeinschaftlichen Kiefernwald. Bei der Volkszählung 1905 hatte das seit 1818 zum Landkreis Konitz gehörende Cekzin eine Gesamtfläche von 1225 ha. Die 72 bewohnten Wohnhäuser hatten 90 Haushalte mit insgesamt 522 Bewohnern, die alle katholisch waren. 516 der 522 Bewohner waren 1905 deutscher Nationalität.

### Namensvariationen im Lauf der Geschichte
Ciechocin, Chechocim, Cechocino, Czechocino, Czekocyn, Cziekczina, Cekzin, Deutsch Cekzin, Deutsch Cekzyn, Deutsch-Zekzin und von 1942 bis 1945 Dützenfließ.

### Politische Zugehörigkeit
Von 1331 bis 1343 und von 1396 bis 1410 gehörte Cekzin zum Deutschen Orden. Zwischenzeitlich gehörte es zum Königreich Polen.
Von 1655 bis 1657 gehörte Ciecochin zum Königreich Schweden.
Deutsch Cekzin gehörte von 1818 bis zum 9. Januar 1920 zum Landkreis Konitz im Regierungsbezirk Marienwerder, Provinz Westpreußen des Königreichs Preußen (ab 1918 Freistaat Preußen).
Vom 10. Januar 1920 bis zum 27. September 1939 gehörte Ciechocin zur Woiwodschaft Pommerellen der Zweiten Polnischen Republik.
Zwischen dem 28. September 1939 und 1945 gehörte es völkerrechtswidrig zum Regierungsbezirk Danzig im Reichsgau Danzig-Westpreußen des Deutschen Reiches.
Seit 1945 gehört Ciecochin zur Volksrepublik Polen bzw. ab 1989 Republik Polen. In den Jahren 1975 bis 1998 gehörte Ciecochin administrativ zur Woiwodschaft Bydgoszcz und seit 1999 zur polnischen Woiwodschaft Pommern.

### Historische Einwohnerzahlen
| Jahr | Einwohner |
| ---- | --------- |
| 1773 | 227       |
| 1852 | 423       |
| 1905 | 522       |
| 1910 | 569       |
| 2008 | 531       |

### Schulzen zu Cekzin
Der erste bekannte Schulze von Cekzin war ein Heinrich im Jahre 1342.
1635 hatte Cekzin zwei Schulzen auf 4½ Hufen.
Seit Mitte des 17. Jahrhunderts lässt sich die Familie Stolpmann als Cekziner Schulzenfamilie nachweisen:
- 1652/53     Lorenz (Laurentius) Stolpmann
- 1663–1692 Lorenz Stolpmanns Sohn Johann Stolpmann
- 1692–1699 verwaltete Johanns Schwiegersohn Andreas Pankau aus Obkaß das Schulzenamt
- ab 1700     Johann Stolpmanns ältester Sohn Lorenz Stolpmann
- 1734–1738 Lorenz Stolpmanns Bruder Paul Stoltmann (Sztoltmann), Oberschulze
- 1738–1744 Elisabeth Stoltmann, Witwe des verstorbenen Paul Stoltzmann führt die Wirtschaft weiter

Danach wechselte der Schulzenhof mehrfach die Besitzer:
- ab 1744 Paul Schultz, Ehemann von Paul und Elisabeth Stoltmanns Tochter Margaretha Stoltmann
- Stanislaus Patna
- Paul Schultz
- Pokrznwinski

Im 18./19. Jahrhundert folgte eine Familiendynastie von Schwemins/Schweminskis als Schulzen:
- vor 1767 Michael Schwemin
- bis 1767 Michaels Sohn Johann Swzemin (Sweminski)
- bis 1778 Johanns Ehefrau Catharina Sweminski, geb. Gerszewski
- bis 1783 deren Sohn Anton Jacob Szweminski
- bis 1807 Jacobs Ehefrau Marianna Schwemin, Tochter des Osterwicker Schulzen Gregor Schultz
- ab 1807  deren Sohn Andreas Szweminski
- bis 1846 Andreas’ Sohn Paul Joseph Schweminski

Nach dem frühen Tod des Schulzen Paul Joseph Schweminski 1846 folgten die späteren Ehemänner seiner verwitweten Frau Barbara Elisabeth Schweminski, geb. Hoppe und  andere Familien im Cekziner Schulzenamt:
- 1846 Paul Joseph Schweminskis Witwe Barbara Schweminski, geb. Hoppe
- 1846–1847 Barbara Hoppes II. Ehemann, Schulzensohn August Behrendt aus Damerau
- 1847–1848 Barbara Behrendt, geb. Hoppe, verw. Schweminski
- 1848–1859 Barbara Hoppes III. Ehemann Franz Kathke, Besitzersohn aus Damerau
- ab 1859 Paul Josephs Schweminskis älteste Tochter Anna Schweminski
- 1862–1869 Annas Ehemann, Schulzensohn Franz Andreas Semrau aus Damrau
- 1869–1870 Andreas II. Ehefrau Maria Regina Semrau, geb. Schoeneberg aus Abbau, Preußisch Friedland
- 1870–1902 Marias II. Ehemann August Jannowitz, Besitzersohn aus Abrau
- ab 1902 deren Sohn Ambrosius Jannowitz

### Die Kapelle St. Martin von Cekzin
In der Handfeste des Bauerndorfes Cekzin war keine Donation für einen Pfarrer ausgesetzt, daher wurde zunächst keine Gründung einer Kirche in Erwägung gezogen. Später erhielt Cekzin eine Kapelle aus Cosemin. Cosemin war ein benachbartes Adelsgut. Dort hatten 1454 drei Schwestern von Kamecke auf einem kleinen Hügel nah am See eine kleine Kapelle errichten lassen und mit drei Hufen Land ausgestattet. Nach dem Untergang des Gutes Cosemin wurde die Kapelle auf einem Gestell über den See nach Cekzin gebracht und in Cekzin aufgestellt. 1485 wurde Cekzin nach Osterwick (heute Ostrowite) eingepfarrt. Sie hatte einen hölzernen Glockenturm mit zwei Glocken. Im hölzernen Altar befand sich ein Bild des St. Martin. Der Kirchhof lag direkt um die Kirche.
Bei einer Renovierung der Kirche im Jahr 1877 wurde Backstein verwandt. Eine umfassende Renovierung erfolgte in den Jahren 1991 bis 1994.